# (73854) 1996 VW23
(73854) 1996 VW23 – planetoida z pasa głównego asteroid okrążająca Słońce w ciągu 3,45 lat w średniej odległości 2,28 j.a. Odkryta 10 listopada 1996 roku.